# Nothopegia beddomei
Espèce
Nothopegia beddomei est une espèce de plantes de la famille des Anacardiaceae.

## Liste des variétés
Selon Catalogue of Life (11 avril 2019) :
- variété Nothopegia beddomei var. wynaadica J. L. Ellis & V. Chandrasekaran

Selon Tropicos (11 avril 2019) :
- variété Nothopegia beddomei var. wynaadica J.L. Ellis & V. Chandras.

## Publication originale
- Flora of the Presidency of Madras 1: 265. 1918.